# Benoît Payan
Pour les articles homonymes, voir Payan.
Benoît Payan (), né le 31 janvier 1978 à Marseille, est un homme politique français.
Membre du Parti socialiste jusqu'en 2020, il est élu conseiller municipal de Marseille en 2014, puis conseiller départemental des Bouches-du-Rhône en 2015. Il participe à la création du Printemps marseillais, une alliance de mouvements civiques et de partis de gauche élaborée pour les élections municipales de 2020 à Marseille.
À la suite de la victoire du Printemps marseillais, il est élu premier adjoint de la maire écologiste Michèle Rubirola. Quelques mois plus tard, après la démission de cette dernière, il devient maire de Marseille.

## Situation personnelle

### Naissance et famille
Benoît Payan naît le 31 janvier 1978 et grandit dans le quartier de Pont-de-Vivaux,. Il est fils d'un menuisier et d'une mère agent de l'Urssaf, de la « classe moyenne marseillaise ». Une partie de sa famille est originaire d’Arménie, alors que ses arrière-arrière-grands-parents sont arrivés à Marseille depuis l'Italie. Il a un demi-frère et une demi-sœur.

### Études et formation
Il étudie le droit et est diplômé de l’école supérieure de notariat de Marseille, formé comme clerc de notaire,.

## Parcours politique

### Débuts
Il s'engage au Parti socialiste et au Mouvement des jeunes socialistes durant ses années d'études, à l'époque du gouvernement de Lionel Jospin. Il écrit alors, démarche originale, une lettre de demande d'adhésion expliquant sa démarche, avant de se faire remarquer en prenant la parole sans y être invité durant une réunion publique à la fédération départementale du Parti socialiste. C'est durant cette période qu'il noue un certain nombre d'amitiés qu'il conservera dans sa carrière politique : Yannick Ohanessian, Arnaud Drouot, Anthony Krehmeier, Sophie Roques, voire Razzy Hammadi sur le plan national.
Il travaille ensuite au conseil général des Bouches-du-Rhône dans l'entourage de Jean-Noël Guérini,,, puis devient conseiller au cabinet de Michel Vauzelle, président de la région PACA. De 2012 à 2014, il est conseiller spécial au cabinet de Marie-Arlette Carlotti, ministre déléguée aux Personnes handicapées et à la Lutte contre l'exclusion,. Selon l'éditorialiste du Monde, cela fait de lui « un pur produit du vieux système ».
Il n'est plus à jour de ses cotisations au Parti socialiste depuis son arrivée à la tête de la municipalité marseillaise.

### Ville de Marseille

#### Adjoint au maire de secteur et conseiller communautaire
Il obtient son premier mandat lors des élections municipales de 2008 à Marseille. Il figure sur les listes Faire Gagner Marseille, l'union de la gauche conduite par Jean-Noël Guérini dans le 7e secteur (13e et 14e arrondissements). Durant ce mandat, il est adjoint au maire de secteur, Garo Hovsepian, délégué à la jeunesse, et siège à la fois au conseil d'arrondissements et au conseil communautaire de Marseille Provence Métropole.

#### Conseiller municipal
En 2014, il est élu pour la première fois au conseil municipal de Marseille, puis devient conseiller départemental l'année suivante. Il perd toutefois cette même année son mandat de conseiller communautaire, à cause du mauvais score de la liste de Marie-Arlette Carlotti dans le troisième secteur.
En juin 2016, il devient président du groupe socialiste à la ville de Marseille. Il s’impose alors comme tête de file de l’opposition municipale en multipliant les interventions et interviews offensives et contradictoires contre la gestion municipale du maire Jean-Claude Gaudin. Il décrit une ville fracturée, et les échecs « patents et hurlants » de la majorité sortante.
Ses interventions en conseil municipal sont remarquées sur les réseaux sociaux, partagées et vues des centaines de milliers de fois, faisant de lui l’un des élus locaux les plus influents de France sur Facebook.
Au-delà de ses adversaires, il dénonce les dérives de la ville et du système politique local, en livrant en 2016 un portrait sans concession de l’héritage de Gaston Defferre ou en affichant ses critiques envers Jean-Noël Guérini.

#### Premier adjoint à la maire
En 2019, dans un contexte marqué par l'effondrement des immeubles de la rue d'Aubagne et les enquêtes sur la gestion de la ville par l’équipe Gaudin, il est l'un des instigateurs du Printemps marseillais,,, coalition de partis de gauche, de syndicats, de citoyens et de militants associatifs qui peine à désigner une tête de liste pour les municipales 2020,. Benoît Payan défend l'idée d'une liste unique à gauche, mais son étiquette PS est un repoussoir,. Il renonce finalement à se présenter comme tête de liste et apporte son soutien à la candidature de Michèle Rubirola,, dissidente d'EÉLV.
À la suite de la victoire du Printemps marseillais lors des élections municipales de 2020 à Marseille, il est nommé premier adjoint à la maire, Michèle Rubirola,, chargé de l’action municipale pour une ville plus juste, plus verte et plus démocratique, du projet municipal, des services publics, des grands équipements, de la communication, de la promotion de Marseille et de la stratégie événementielle.
Fin 2020, il cesse d'adhérer au Parti socialiste,.

#### Maire de Marseille
Michèle Rubirola annonce le 15 décembre 2020 qu'elle souhaite, officiellement pour des raisons de santé, échanger sa place avec Benoît Payan, son 1er adjoint. Depuis plusieurs mois déjà, c'est lui qui dirige,. Assurant l'intérim après la démission de Michèle Rubirola le 15 décembre 2020, il est élu maire de Marseille par le conseil municipal le 21 décembre 2020,. Michèle Rubirola affirme vouloir toujours travailler en binôme, mais en inversant les rôles de maire et premier adjoint. Pour beaucoup d'observateurs, y compris dans les rangs des électeurs du printemps marseillais, qui voulaient balayer le vieux système, cette mise en place d'un « apparatchik socialiste » est un tour de passe-passe qui renforce le désenchantement démocratique.
Benoît Payan fait d’Arnaud Drouot son directeur de cabinet qui démissionne de son poste d’adjoint au maire chargé des Marins Pompiers au Conseil municipal. Quand Benoît Payan siégeait dans l'opposition, Arnaud Drouot était collaborateur du groupe socialiste au conseil municipal.
Le début de son mandat est marqué par ses prises de position comme le souhait de la vente du Stade Vélodrome qui coûte plus de 15 millions d'euros par an aux Marseillais comme l'indique un rapport de la Chambre régionale des comptes de Marseille diligenté par Nacer Meddah, le président de celle-ci, et le développement des trois grands axes : santé, école, logement. Après s'être opposé au projet d'hôtel sur le site de la villa Valmer, il obtient la sauvegarde du parc. Les travaux entamés, il se rend en personne sur les lieux pour constater la démolition d'une partie de la Villa non prévue dans le permis de construire.
Dès sa prise de fonction, la municipalité s’est attelée à rendre gratuits les abonnements aux bibliothèques et à favoriser l’éducation artistique et culturelle pour les enfants. Elle lance par ailleurs un dispositif d’aide aux colonies de vacances et finance des maisons de la citoyenneté.
Deux ans après son élection, il semble avoir gagné le procès en illégitimité et à avoir réussi à mobiliser à la fois Emmanuel Macron, Martine Vassal et sa majorité de gauche hétéroclite alors que la droite marseillaise est atone. Les relations entre la municipalité de Marseille et la métropole d'Aix-Marseille-Provence dirigée par Martine Vassal restent toutefois très tendues, provoquant des retards dans la mise en œuvre des projets défendus par la municipalité.
À mi-mandat, en juin 2023, 59 % des habitants approuvent l’action du Printemps marseillais selon une étude Ifop, et Benoît Payan concentre 53 % d’opinions favorables. Sa politique culturelle est néanmoins critiquée.
28 millions d'euros sont dépensés en quatre ans et la mairie de Marseille est épinglée début 2025, pour son recours croissant aux cabinets de conseil.

### Conseiller départemental des Bouches-du-Rhône
Benoît Payan est candidat aux élections départementales de 2015 dans le premier canton de Marseille, aux côtés de l’élue écologiste Michèle Rubirola (EÉLV).
Douze listes concurrentes sont opposées à ce binôme, dont la liste de Jean-Nöel Guérini Force du 13 à laquelle le binôme s’oppose, ainsi qu’une fausse liste écologiste montée par un membre du cabinet de Renaud Muselier afin de tenter de faire perdre la gauche en trompant les électeurs.
Au terme d’une campagne électorale difficile, Benoît Payan est élu conseiller départemental avec 67,01 % des voix au second tour, réalisant le meilleur score de la gauche en région Provence-Alpes-Côte-d'Azur (PACA).
Candidat à sa succession lors des élections départementales de juin 2021, en binôme avec Sophie Camard, Benoît Payan est réélu conseiller départemental au second tour avec 75,71 % des suffrages exprimés.

## Détail des mandats et fonctions

### Au niveau communal
- 2008-2014 : adjoint au maire du 7e secteur de Marseille et conseiller communautaire de Marseille Provence Métropole.
- Depuis le 30 mars 2014 : conseiller municipal du 3e secteur (2014-2020) puis 2e secteur (depuis 2020) de Marseille.
- 2016-2020 : président du groupe socialiste au conseil municipal de Marseille.
- 4 juillet – 21 décembre 2020 : premier adjoint à la maire de Marseille (maire par intérim du 15 au 21 décembre 2020).
- Depuis le 21 décembre 2020 : maire de Marseille.

### Au niveau départemental
- Depuis le 2 avril 2015 : conseiller départemental des Bouches-du-Rhône (élu dans le canton de Marseille-1).

## Prises de position

### Bateaux de croisière
Le 6 septembre 2016, Benoît Payan interpelle Ségolène Royal, alors ministre de l’Environnement, dans une lettre où il dénonce l’impact de la pollution des paquebots de croisière sur la ville. Alors que Marseille constitue déjà la ville la plus polluée de France, les paquebots de croisière, faute d’une électrification des quais et par souci d’économie, font tourner leurs générateurs au fioul lourd jour et nuit. Dans une étude de France Nature Environnement et de l’organisation non gouvernementale (ONG) allemande NABU, sur laquelle s’appuie l’élu dans sa lettre, il est révélé qu’un paquebot de croisière pollue autant qu’un million de voitures.
L’élu d’opposition demande à la ministre de mener une étude sur l’impact sanitaire et environnemental des émissions de ces bateaux et de mettre en œuvre des solutions pour pallier ce problème environnemental.

### Partenariat public-privé des écoles
Le 16 octobre 2017, face aux polémiques engendrées par le mauvais état et le manque d'entretien de nombreuses écoles marseillaises, la ville de Marseille vote un plan de rénovation de 34 écoles pour un milliard d’euros, financé par un partenariat public-privé, dispositif déjà utilisé, et critiqué par la chambre régionale des comptes, pour la rénovation du stade Vélodrome.
Le 18 mars 2018, Benoît Payan lance avec Jean-Marc Coppola, conseiller municipal PCF, une pétition contre la privatisation des écoles et réclame un contre-projet en s’appuyant sur l’étude rigoureuse menée par un collectif réunissant parents d’élèves, artisans du bâtiment, enseignants, architectes, syndicalistes, universitaires, avocats et contribuables. Selon cette étude, ce projet alternatif ferait économiser 300 millions d’euros. La pétition est signée par plus de 15 000 personnes.
Le 28 janvier 2019, le rapporteur public auprès du tribunal administratif de Marseille demande l’annulation de la délibération municipale du 16 octobre 2017. Le 12 février 2019, ce même tribunal annule le partenariat public-privé des écoles, décision dont fait appel la ville de Marseille le 16 avril 2019, mais sans succès.
Pour autant, cela n'a pas empêché Benoît Payan de recourir avec sa majorité municipale à des Marchés Globaux de Performance, cousins des Partenariats Public-Privé, pour la rénovation de 5 groupes scolaires, ce qui est contesté par ses anciens camarades du Collectif contre les PPP réunis au sein du nouveau collectif Marseille contre les MGP.

### Élection présidentielle de 2022
En janvier 2022, il déclare qu'il soutiendra « celle ou celui qui sortira vainqueur de la Primaire populaire », puis explique au lendemain de la victoire de Christiane Taubira que « ça ne [l']intéresse pas ». Il lui accorde cependant son parrainage, validé par le Conseil constitutionnel début mars.

### Vestiges grecs de la Corderie
Au cours de l’été 2017, alors qu’un projet de construction d’un immeuble du groupe Vinci est prévu dans le quartier de la Corderie, des fouilles sont entreprises sur le site et les équipes de l’Inrap mettent au jour des vestiges grecs. Soutenu par une pétition signée par plus de dix mille Marseillais, Benoît Payan, alors dans l'opposition, interpelle le maire Jean-Claude Gaudin lui demandant de sauver le site et de valoriser les premières traces de l’histoire de la ville. Le ministère de la Culture rend une décision et le site est en partie classé au titre des monuments historiques en septembre 2018.

### Scandales immobiliers sous la mandature Gaudin
Benoît Payan s’engage à plusieurs reprises pour dénoncer les « fiascos immobiliers » de Marseille : il remet ainsi en cause les millions d’euros que les Marseillais ont perdus en conséquence des choix de la majorité municipale.
Benoît Payan s’est impliqué dans l’affaire de la vente de la villa Valmer : la mairie a décidé de vendre le parc public et de le confier à un promoteur immobilier ayant pour projet de construire un hôtel 5 étoiles. Cette décision revient à privatiser un jardin public de plus de 6 000 m2, offrant une vue imprenable sur la baie. Lors du vote en conseil municipal du 8 octobre 2018, il s’oppose à la signature du bail emphytéotique entre la ville et le porteur de projet. Le 13 mai 2019, il dépose un recours devant le tribunal administratif contre le futur hôtel 5 étoiles de la villa Valmer, les avocats avançant notamment l’argument de la mauvaise information des élus quant à l’impact financier de la signature de ce bail. Une fois entré en fonction comme maire de Marseille, en janvier 2021, il donne une conférence de presse durant laquelle il annonce que la ville conservera 100 % des jardins de la villa Valmer.

## Affaire judiciaire
Le 3 octobre 2024, Nicolas Pagnol — petit-fils de Marcel Pagnol — annonce porter plainte contre Benoît Payan et son adjoint chargé de la culture, Jean-Marc Coppola, pour chantage et favoritisme.

## Synthèse des résultats électoraux

### Élections municipales
Les résultats ci-dessous concernent uniquement les élections où il est tête de liste.
| Année | Liste | Liste                 | Commune                  | 1er tour | 1er tour | 1er tour | 2d tour | 2d tour | 2d tour | Sièges obtenus | Sièges obtenus | Sièges obtenus |
| Année | Liste | Liste                 | Commune                  | Voix     | %        | Rang     | Voix    | %       | Rang    | CS             | CM             | CC             |
| ----- | ----- | --------------------- | ------------------------ | -------- | -------- | -------- | ------- | ------- | ------- | -------------- | -------------- | -------------- |
| 2020, |       | PS-PCF-LFI diss.-EÉLV | IIe secteur de Marseille | 2 430    | 25,98    | 1er      | 4 452   | 46,29   | 1er     | 12 / 16        | 6 / 8          | 6 / 8          |

## Décoration
Benoît Payan est nommé, le 29 janvier 2025, au grade de chevalier de l'ordre national de la Légion d'honneur, au titre de « maire de Marseille ; 22 ans de services ».